# Том од Финске
Тоуко Валио Лаксонен (Карина, 8. мај 1920 — Хелсинки, 7. новембар 1991), познатији по псеудониму Том од Финске, био је фински уметник познат по стилизованој, високо маскулиној, хомоеротичној и фетишистичкој уметности, те по свом утицају на геј културу крајем двадесетог века. Историчар Џозеф В. Слејд назвао га је "најутицајнијим ствараоцем геј порнографских слика". Током четири деценије створио је око 3500 илустрација, углавном приказујући мушкарце са веома израженим примарним и секундарним сексуалним особинама, који носе тесну одећу или су делимично голи.

## Детињство и младост
Лаксонен је рођен и одрастао у породици средње класе у Карини, граду на југозападу Финске, близу града Турку. И отац и мајка су му били наставници у каринској гимназији. Породица је живела у смештају у оквиру саме школе.
У Турку је ишао у школу, а 1939. године, са 19 година, преселио се у Хелсинки да би студирао маркетинг. У слободно време је почео да црта еротске слике за сопствено задовољство, засноване на изгледу радника које је виђао од детињства. У почетку је те цртеже крио, па би их затим уништио, и тако све док није отишао да служи војску. Финска се нашла у Зимском рату са СССР-ом, а затим се званично укључила и у Други светски рат, те је у фебруару 1940. Лаксонен регрутован у финску војску. Служио је као противавионски официр, држећи чин другог поручника. Касније је своје фетишистичко интересовање за униформисане мушкарце приписао сусретима с мушкарцима у војној униформи, посебно војницима немачког Вермахта који су у то време служили у Финској. "У својим цртежима не приказујем политичке изјаве, нема идеологије. Размишљам само о самој слици. Читава нацистичка филозофија, расизам и све остало, за мене је то пуно мржње, али свеједно сам их нацртао - имали су најсекси униформе! “  После рата, 1945. године, вратио се студијама.
Лаксоненово стваралаштво овог периода, у поређењу са каснијим делима, сматра се романтичним и блажим, са "нежном формом и облицима."  Мушкарци које је приказивао у својим делима били су просечни људи средње класе, за разлику од морнара, моториста, дрвосеча, грађевинских радника и осталих стереотипно хипер-маскулиних чланова радничке класе који се појављују у његовом каснијем раду. Друга кључна разлика је недостатак драматичне композиције, асертивних поза, мишићавих тела и „удаљених егзотичних окружења“ које његов каснији рад такође приказује.

## Каријера
Лаксонен је 1956. послао цртеже утицајном америчком часопису Физик Пикторијал, који је слике премијерно представио у свом пролећном издању 1957. где је Лаксонен први пут потписан као Том, јер подсећа на његово име Тоуко. У зимском издању касније те године, уредник Боб Мизер сковао је псеудоним Том од Финске. Један од његових дела налази се на насловној страни пролећног издања 1957. године, а приказује двојицу дрвосеча док раде и трећег човека који их посматра. Налазећи инспирацију у финском митосу о дрвосечи као представнику снаге и мушкости, Лаксонен је истицао "хомоеротски потенцијал" тог митоса, "премештајући га у геј контекст", стратегија коју је примењивао и током остатка каријере.
После Другог светског рата рађа се бајкерска култура која одбацује „реорганизацију и нормализацију послератног живота, и његов конформизам и устаљеност“. Бајкерска супкултура била је маргинална и опозициона и пружала је послератним геј мушкарцима стилизацију мушкости која је у себи садржала бунт и опасност. То је било у пркос тада преовлађујућем стереотипу о женскастим геј мушкарцима, који су се дуго виђали у водвиљу и филмовима. Лаксонена је изглед бајкера инспирисао, као и уметничка дела Џорџа Квајнтанса и Етијена, које је, поред других, наводио као своје прекурсоре у "ширењу геј читалаштва кроз хомоеротске часописе" почетком 1950. године. Лаксоненови цртежи бајкера користили су деним и кожну одећу као фактор који издваја те мушкарце из мејнстрим културе, сугеришући да су они неукроћени, природни и оснажени. То је за разлику од устаљеног мејнстрим, медицинског и психолошког доживљаја геј мушкарца као тужног и осетљивог пасивног човека. Лаксоненови цртежи овог времена "могу се посматрати као консолидација низа фактора, стилова и дискурса који су већ постојали у геј супкултурама педесетих година", што је довело до тога да постану и широко распрострањени и популаризовани у тим културама.

### Цензура у САД (1950 – 1960)
На Лаксоненов стил и садржај крајем 1950-их и почетком 1960-их делимично су утицали амерички кодекси о цензури који су забрањивали приказивање "отворено хомосексуалних чинова". Његови радови објављивани су у бифкејк жанру који је настао 1930-их и углавном садржао фотографије привлачних, мишићавих младића у атлетским позама, углавном током вежбања. Њихова примарна тржишна ниша били су геј мушкарци, али због конзервативне и хомофобичне културе тог доба, геј порнографија је била нелегална, те су такве публикације обично представљане као часописи посвећени фитнесу и здрављу. Ти часописи су често били једини начин да геј мушкарци у ормару буду у додиру са својом сексуалношћу. Тада, међутим, Лаксонен је радио приватне наруџбине, те иако је у том периоду стварао и експлицитнија дела, она су углавном остала необјављена.
У судском спору из 1962. године МАНуал Ентерпрајзес против Деј, Врховни суд Сједињених Држава пресудио је да фотографије голих мушкараца нису саме по себи опсцене. Убрзо након тога су се појавили софткор часописи са геј порнографијом и филмови који приказују потпуно голе моделе, од којих су неки били и са ерекцијом. А како је дошло до мање контроле порнографије, престало се и са представљањем истих као садржаја о фитнесу и здрављу. Крајем шездесетих година тржиште магазина за бифкејк је пропало. Лаксонен је у контексту "нових могућности и конвенција о приказивању фронталне мушке голотиње у часописима и филмовима" сада коначно могао да објављује своје хомоеротске радове. Реаговао је објављивањем експлицитнијих цртежа и стилизовао фигуре тако да садрже фантастичне и пренаглашене физичке аспекте, поготово гениталије и мишиће. Крајем 1960-их развио је Какеа, лика који се појављује у дугом серијалу стрипова, а који је први пут објављен 1968. године.

### Присуство у популарној геј култури (1970 – 1991)
Декриминализацијом мушке голотиње, геј порнографија је постала све више присутна у геј културама, а са тиме и Лаксоненов рад. Све до 1973. године објављивао је еротске стрипове са повременим мејнстрим изложбама. Исте године дао је отказ у маркетиншкој фирми МекКан-Ериксон, где је имао пуно радно време. "Од тада живим у фармеркама, од својих цртежа" - тако је Лаксонен описао ту своју животну промену.
Средином 1970-их је такође користио и фотореалистички стил, чинећи аспекте својих цртежа више фотографским. Многи његови цртежи темеље се на фотографијама, али ниједан није егзактна репродукција. Фотографска инспирација коришћена је, с једне стране, за стварање животних, готово покретних слика, са убедљивим и активним позама и гестикулацијом, док, с друге стране, Лаксонен преувеличава физичке особине својих модела и приказује свој идеал мушке лепоте и сексепила, комбинујући реализам и фантазију. У књизи Daddy and the Muscle Academy – The Art, Life, and Times of Tom of Finland су приказани примери фотографија и цртежа на њима. Иако је те фотографије сматрао тек референтним алатима за своје цртеже, студенти савремене уметности их доживљавају и као комплетна самостална уметничка дела.
Године 1979. Лаксонен је с бизнисменом и пријатељем Дурком Дехнером основао компанију Том од Финске за очување ауторских права на његову уметност, која су већ тада била нашироко пиратизована. Године 1984. основана је Фондација Том од Финске за прикупљање, чување и излагање хомоеротских уметничких дела. Иако је Лаксонен у овом тренутку био прилично успешан, његова биографија је била на листи бест-селера, а Бенедикт Ташен, највећи светски издавач уметничких књига је прештампавао и проширио монографију његових дела, Лаксонен је ипак био највише поносан на своју Фондацију. Обухват организације се проширио и на еротске радове свих врста, спонзорисана такмичења и изложбе, створивши темељ за настанак музеја еротске уметности.
Лаксонену је дијагностикован емфизем 1988. године. На крају су болест и лекови изазвали и подрхтавање руку, што га је навело да са оловке пређе на пастел. Умро је 1991. године од можданог удара изазваног емфиземом.

## Одзив
Током његовог живота и шире, Лаксоненов рад привлачио је и дивљење и презир из различитих редова уметничке заједнице. Лаксонен је развио пријатељство са геј фотографом Робертом Маплторпом, чији је рад, који приказује садо-мазохизам и фетишну иконографију, такође био изложен контроверзи.
Контроверзна тема у његовим цртежима био је еротски третман мушкараца у нацистичким униформама. Они чине тек омањи део његовог укупног дела, али типично ласкави визуелни третман ових модела довео је до симпатије и наклоности нацизму код неких читалаца, па су изостављени из најновијих антологија његовог дела. Касније у својој каријери Лаксонен се одрекао тих дела и трудио се да одвоји себе и свој рад од фашистичких или расистичких идеологија. Такође је на својим цртежима приказивао значајан број црнаца, без јасне расне или политичке поруке у контексту у којем се појављују. Иако постоје заједничке црте с расистичким карикатурама „хиперсексуалног“ црнца, све ове особине деле и Лаксоненови бели ликови. 
Ликовни критичари имају различита становишта о Лаксоненовом раду. Његова детаљна техника цртања довела је до тога да га описују као "мајстора с оловком", док је један рецензент холандског листа Хет Парол описао његово дело као "илустративно, али без изражаја".
Постоји расправа око тога да ли је његово приказивање „супермена“ (мушких ликова са огромним сексуалним органима и мишићима) неукусно, или ипак постоји дубља сложеност у раду који се поиграва са стереотипима и поништава их. На пример, неки критичари приметили су инстанце привидне нежности између традиционално грубих, мушких ликова, те моменте игре и смеха у садо-мазохистичким сценама.  

У оба случаја остаје велики део публике који се диви његовом раду у чисто утилитаристичком смислу; како је описао Роб Меијер, власник радионице коже и уметничке галерије у Амстердаму, "Ови радови нису дела која подстичу разговор, већ дела која подстичу мастурбацију." 
Пишући за Артфорум, Кевин Килиан је рекао да посматрање оригиналних дела Тома од Финске "изазива велико поштовање према његовом спретном, досетљивом стваралаштву". Кејт Волф пише да је "Том од Финске помогао да се утре пут геј ослобађању".

## Културни утицај и наслеђе
Крајем осамдесетих, уметник Џ. Б Џоунс започео је серију цртежа под називом "Томове девојке". Цртежи су рађени у стилу Тома од Финске и засновани су на његовим цртежима, али су приказивали панк девојке или припаднице других супкултура. Међутим, за разлику од Томових цртежа, у Џоунсовом раду ауторитетне фигуре постоје само да би биле савладане, а не поштоване. Двојица уметника заједно су излагали своје радове у Њујорку раних деведесетих.
Године 1995. Компанија за одећу Том од Финске представила је модну линију засновану на његовим радовима, која покрива широк спектар изгледа и поред типичног стила из његових цртежа. Модна линија уравнотежује оригиналну хомоеротичност цртежа с популарном модном културом. 

### Изложбе
Њујоршки музеј модерне уметности набавио је неколико примерака Лаксоненових уметничких дела за своју сталну колекцију. 2006. године, МоМА у Њујорку прихватила је пет цртежа Тома од Финске у склопу много већег поклона Фондације Џудит Ротшилд. Повереник Фондације Џудит Ротшилд, Харви С. Шипли Милер, рекао је: "Том од Финске један је од пет најутицајнијих уметника двадесетог века. Као уметник био је врхунски, као утицај био је трансцендентан. "  Хaдсон, из компаније Фичр Инкорпорејтед у Њујорку, сместио је дела Тома од Финске у колекције Музеја уметности и уметничког института из Чикага компаније Роуд Ајленд. Његов рад је такође у јавним колекцијама следећих музеја: Музеј савремене уметности (МОМА), Лос Анђелес, САД; Музеј уметности Ваино Аалтонен ; Турку, Финска; Музеј уметности Беркли, Универзитет Калифорнија, Беркли (Калифорнија), САД; Музеј уметности округа Лос Анђелес, Лос Анђелес, САД; Киасма, Музеј савремене уметности, Хелсинки, Финска; Музеј модерне уметности у Сан Франциску, Сан Франциско, САД; и Фондација Том од Финске, Лос Анђелес, САД.
Године 1999. одржана је изложба у Финском културном центру у Паризу.
У 2011. години, у Турку у Финској, одржана је велика ретроспективна изложба Лаксоненових уметничких дела. Изложба је била један од званичних догађаја у програму Европске престонице културе.
Културхусет је 2012. представио ретроспективу Том од Финске из Стокхолма у Шведској; а рад Тома од Финске био је у фонду Роберта Раухенберга "Ми, Народ" у Њујорку, САД.
МОЦА је 2013. године представила Боб Мизер & Том од Финске у Лос Анђелесу, САД. Рад тог уметника је виђен и у изложби HAPPY BIRTHDAY Галерије Перотин - 25 година у Француској; Музеј Леслие Лохман ретки и сиров у New Yorkу, САД; и Институт савремене уметности Keep Your Timber Limber (Works on Paper) у Лондону, Енглеска.
Артистс Спејс је 2015. године у Њујорку, САД, представио изложбу „Том од Финске: Задовољство игре“. Изложба је такође представљена у Кунстхале Хелсинки током 2016. године, употпуњена додатним материјалом, попут фотографија из породичних албума.

### Филм
Године 1991. Филмитакомо и Илеисрадио снимили су документарни филм Daddy and the Muscle Academy: The Life and Art of Tom of Finland, у режији Илпа Похјола. До касних осамдесетих Лаксонен је био познат у геј свету, али његове "пнеуматично мишићаве, пажљиво нацртане чудовишно-курате иконе мушкости" привукле су пажњу када је филм - који укључује стотине његових цртежа заједно са интервјуима - приказан у биоскопима у Финској. Освојио је финску награду Јуси у својој категорији 1992. године, и приказиван је на филмским фестивалима и кућама филмске уметности широм света. Док је хвалио квалитет уметничког дела, један критичар приметио је да филм представља Лаксонена као икону геј прајда, док је занемарио његову "сличност и са С&amp;М порнографијом, и са фашистичком уметношћу" коју је повезивала са Лаксоненовим раним сексуалним искуствима са немачким војницима током Другог светског рата .
Редитељ Вес Харли наводи Тома од Финске као утицај у свом раду, укључујући кратке филмове Питер и вук и његов култни комични мјузикл Waxie Moon in Fallen Jewel.
Варајети је 2013. најавио да ће фински режисер Дом Карукоски направити биографију Лаксонена, под називом Том од Финске. Хелсинки-филм га је продуцирао и осигурао ексклузивна права. Филм, објављен фебруара 2017. у Финској, је прва филмска биографија уметника.

### Маркице
У септембру 2014. године Финска поштанска служба Итела Пости објавила је сет од три марке прве класе на којима су били цртежи Лаксонена. Две марке имају делове илустрације голог човека који седи у крилу другог мушкарца обученог као полицајац; на другој је представљена гола задњица са мушкарчевим лицем између бедара. Комплет марки надмашио је очекивања поштанске службе када су стигле пред-поруџбине из 178 земаља, што га чини најпродаванијим сетом маркица у историји службе.

## Видеографија
- Илпо Похјола (аутор): Кари Паљака и Алваро Пардо (продуценти): Daddy and the Muscle Academy: Tom of Finland. Филмитакомо & ИЛЕ, Финска 1991. (Трајање филма: 58 минута Такође садржи Лаксоненове графике)